# Синагога у Сиску
Синагога у Сиску била је једна  од тридесетак синагога сазиданих током 19. века у тадашњој држави Краљевина Хрватска и Славонија (мађ. Horvát-Szlavónia Királyság, нем. Königreich Kroatien und Slawonien) која је била номинално аутономна краљевина унутар Краљевине Угарске у саставу Аустроугарске монархије. Тада је синагога  припадала Земљама круне Светог Стефана, односно мађарском делу Монархије, у којем је поглавар дома Хабсбурговаца владао као краљ.

## Историја
Током 1941. Јевреји и Срби су Сиску били су упркос бројним забранама  и дање вековни становници Сиска. Међутим 1942. године били су принуђени да напусте град. Део Срба са породицама напустио је под притиском усташа подручје НДХ, а део заједно са готово свим Сисачким Јеврејима (осим оних који су прешли на католичанство пре или током рата) одведени су у логоре, а имовина им је одузета и постала је власништво НДХ.

## Архитектонске одлике синагоге
Зграда синагоге у Сиску је саграђена између 1862. и 1890. године је под гредном конструкцијом, без подрума и увученог крова. На предњој страни су бочне избочине, а на задњој страни је полигонална апсида. Фасаде су обрађене на романтичарски начин са детаљима историјских стилова у дизајну. Главном фасадом доминира велики лук украшен повртним украсом у коме је некада био велики полукружни лук са квадрифором.
Улазни део је наглашен стубовима са капителима и полукружно зглобно спојен унутар касете. Бочне фасаде се разликују у дизајну главне фасаде, али су перфориране новоотвореним прозорима. На северној страни налази се неколико помоћних зграда. Апсидни део је нешто нижи и заједно са низом слепих лукова украшен је великим круговима у пластично истакнутим касетама на зиду.
Централна сала је на првом спрату, а остале просторије у приземљу.
Зграда је драгоцен пример специфичне градње из последње трећине 19. века. Има архитектонску, урбанистичку и амбијенталну вредност.

## Промена намене синагоге
Зграда синагоге је променила намену и због тога је више пута адаптирана  у организацији простора. Данас се у њој налази музичка школа, а зграда је прилагођена намени и потребама школе.
Данас је уместо квадрифора на бившој синагоги мањи полукружни прозор. Фасаду употпуњује троугласти сљемењак са низом слепих редова на врху, који пролазе испод завршног венца око целе зграде. На ризалитима, са сваке стране улаза, виде се зидови полукружних надвишених прозора на спрату и слепе розете у приземљу.